# 二十年來香港驚人罪案
《二十年來香港驚人罪案》是香港已故《成報》港聞版編輯何劍緋用「河洛」筆名，根據香港社會上發生的罪案寫出的一系列書籍。
本書1973年由環球出版社出版，到1994年出書34輯，內容為圖文並茂剖析1950年代至1990年代香港社會上發生的種種奇案，在書中會把謀殺案死者滿身是血的屍體照片刊登，甚至刊登死者停屍間遺容照
本書是香港罪案實錄作家的先驅，繼後不同年代湧現了不同的香港罪案實錄作家，例如1980年代總督察劉啟法幾本罪案實錄系列，1990年代重案組黃Sir的《香港重案實錄》系列， 2000年代翁靜晶的《危險人物》系列。

## 其他事件
負責繪畫封面的香港畫家董培新在《明報周刊》專欄表示當年環球出版社每次要印書時都會接連發生怪事，不是員工病倒，就是印刷機器壞掉。

## 外部連結
- 【山寨探案實錄：檔案室】香港奇案作家先驅－河洛（页面存档备份，存于）